# 亞拉斯耶爾維

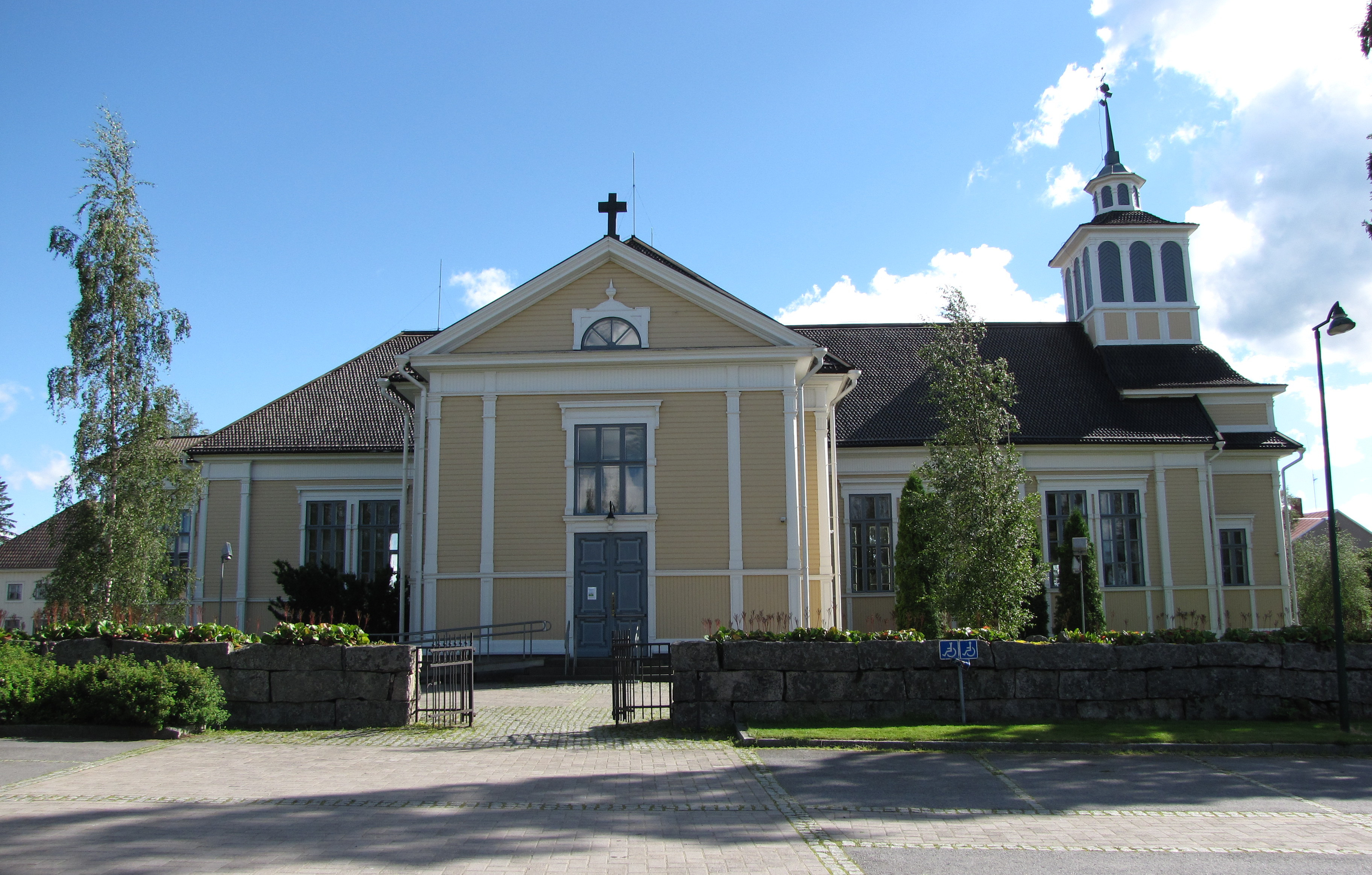
亞拉斯耶爾維教堂

亞拉斯耶爾維（芬蘭語：Jalasjärvi）是芬蘭南博滕區一个已废置的市鎮，位於該國西南部，始建於1867年，面積830平方公里，2013年人口8,075，人口密度為每平方公里9.86人。2016年初时并入库里卡市。

## 外部連結
- 库里卡市官方网站 （页面存档备份，存于） （文）